# Isarco
Isarco er en flod i regionen Trentino-Alto Adige i det nordlige Italien. Floden har sin kilde umiddelbart syd for Brenner i 1.990 meters højde og den er ca. 96 km. lang. Syd for Bolzano løber den ud i Adige i 237 meters højde. Jernbanen mellem Brenner og Bolzano løber det meste af vejen langs Isarco. Vigtigste biflod er Talvera.
46°26′28″N 11°18′53″Ø / 46.4411°N 11.3147°Ø